# Burg Untreues Ziel
Die Burg Untreues Ziel ist vermutlich eine abgegangene Burg im Gebiet der Wüstung Untreues Ziel im „Bubenhofener Tal“ nördlich der Stadt Rosenfeld im Zollernalbkreis in Baden-Württemberg.

## Geschichte
Die nicht mehr lokalisierbare Burg war im Besitz der Herren von Bubenhofen (Lehensleute der Herren von Zimmern), einem schon seit 1190 nachweisbaren schwäbischen Adelsgeschlecht, das seit 1254 im Bubenhofener Tal belegt ist, im 14. Jahrhundert abwanderte, zu großer Bedeutung aufstieg, im 15. Jahrhundert das reichste Rittergeschlecht der weiteren Umgebung war und im 19. Jahrhundert ausstarb. Weiter waren die Herren von Bubenhofen in der Umgebung im Besitz der Wasserburg Bubenhofen und der Burg Tiefenberg.
Erwähnt wird die Burg in der Zimmerischen Chronik als „Untrewes Zil“, auch ein Flurname Untreues Ziel ist aus der Zeit zwischen 1417 und 1441 bekannt. Ihr Standort wird über der Binsdorfer Mühle oder westlich des Birkenbühl im Tal vermutet, könnte aber auch mit der Burg Tiefenberg identisch sein.